# Ergavia venturii
Ergavia venturii là một loài bướm đêm trong họ Geometridae.